# Megalagrion calliphya
Megalagrion calliphya (лат.) — вид стрекоз из семейства Coenagrionidae, эндемик Гавайских островов, описанный английским энтомологом Робертом Маклахланом в 1883 году. Близкими видами являются Megalagrion leptodemas и Megalagrion oresitrophum.

## Описание
Для вида характерен половой диморфизм. В окраске тела самцов преобладает красный цвет. У самок имеется две цветовые вариации. Если они окрашены также как самцы, их называют андроморфными, если вместо красного преобладает зелёный цвет — гиноморфными. У самцов голова чёрная, лоб красновато-жёлтый. Затылочные пятна красные, мелкие. Спинная сторона груди чёрная, бока и низ груди красные. На боках имеется две желтоватые линии. Крылья узкие, желтоватые. Длина задних крыльев около 24 мм. Размах крыльев 51 мм. Между четырёхугольником и узелком на крыльях от трёх до пяти ячеек. Ноги красные, на бёдрах черные, длинные расходящиеся шипики. Вершинные членики лапок и кончики коготков чёрные. Брюшко красное длиной от 35 до 40 мм. На первом сегменте имеется большое чёрное пятно. На сегментах с второго по шестой по заднему краю расположены чёрные узкие кольца. На боках по переднему краю седьмого сегмента идёт чёрная линия У типичной самки в окраске брюшка преобладает чёрный цвет. На сегментах со второго по седьмой по переднему краю с бледно-красным кольцом и красными пятнами около заднего края.  Описана, кроме того, вариация Megalagrion calliphya var. microdemas, которая отличается, главным образом, меньшими размерами. Длина брюшка около 30 мм, длина задних крыльев около 19 мм.

## Распространение
Встречается на Молокаи, Мауи, Ланаи и Гавайи. Встречается в горах на высоте от 620 до 2000 м над уровнем моря.

## Экология
Личинки развиваются в ручьях, а также в закисленных стоячих водоёмах. Самцы защищают индивидуальную территорию. На соотношение цветовых вариаций самок значительное влияние оказывает высотный градиент изменения условий обитания. На нижнем пределе обитания вида преобладают гиноморфные самки, в окраске которых преобладает зелёный цвет. В условиях высокогорий половые различия в окраске самцов и самок стираются. В этих условиях у самок преобладающей становится красная окраска. Установлено, что самцы и андроморфные самки обладают повышенной антиоксидантной активностью тканей, связанной с наличием красного пигмента. На частоту морф самок оказывает главным образом интенсивность солнечной радиации. Температура тела самок зелёной окраски была значимо выше, температуры у красных самок. Отмечают, что самцы летают обычно на ярко освещённых участках вдоль водоёмов, а гиноморфные самки предпочитают затенённые местообитания среди кустарниковой растительности. Оба пола встречаются только для спаривания и откладки яиц .